# Světlana Vladimirskaja
Světlana Valerievna Vladimirskaja (rusky Светла́на Вале́рьевна Влади́мирская; * 15. prosince 1968) je bývalá ruská zpěvačka původem z Ljubercy.

## Biografie
Hudební vzdělání získala na konzervatoři Moskevské školy múzických umění Říjnové revoluce v oboru dirigenta pěveckého sboru, ale tomuto oboru se nevěnovala. Místo toho v roce 1990 vstoupila do kapely Kleopatra jako zpěvačka.
Svou sólovou kariéru popové zpěvačky odstartovala v roce 1992, když se setkala s hudebním producentem Markem Bolším, jenž před tím objevil několik dalších slavných ruských zpěváků a zpěvaček, za kterého se později provdala. Na začátku se proslavila hitem Malčik moj (česky: Můj chlapeček) a v roce 1994 vyhrála ruskou anketu Zpěvačka roku (певице года) a o další léto později se zařadila do špičky ruského šoubyznysu.
Přestože měla všechno, slávu i pozornost veřejnosti a spoustu fanoušků, všeho náhle zanechala v roce 1998, když bez vysvětlení utekla z civilizace z Moskvy i se svým mužem žít prostý život až do malé vesnice Čeremšanky v Krasnojarském kraji na Sibiři. Reportérům z televize První kanál svůj krok později vysvětlila tak, že vstoupila do sibiřské občiny Sergeje Anatoljeviče Toropa, přezdívaného Vissarion, jenž vede vlastní sektu o zhruba 10 000 členech a tvrdí, že je on sám novou inkarnací Ježíše. Zde se také podruhé vdala a prakticky ukončila svou pěveckou kariéru. V šoubyznysu definitivně skončila v roce 2004, když dokončila tvorbu svého posledního alba Vesna, jež vyšlo o rok později, sedm let od jejího úprku na Sibiř. Přesto se v roce 2008 objevila v Moskvě jako soutěžící v pěvecké soutěžiSuperstar. Zde oprášila své staré hity, ovšem kvůli desetileté absenci na poli šoubyznysu a jejímu členství ve Vissarionově sektě se její představení nesetkalo s úspěchem ani pochopením.
S prvním manželem, producentem Markem Bolším, má tři dcery Mašu, Nasťu a Dašu, s druhým manželem, malířem Jevgenijem Kornilcovem, má syna Artura.

## Diskografie

### Malčik Moj - Мальчик мой (1993)
- 01. — Сентябрь
- 02. — Белый танец
- 03. — Мальчик мой
- 04. — Это сон
- 05. — Одна
- 06. — Пусть длится ночь
- 07. — Спроси меня
- 08. — Дави на газ
- 09. — Ушла весна

### Gorod Snov - Город Снов (1995)
- 01. — Я жду
- 02. — Горячий ветер
- 03. — Город снов
- 04. — Просто прощай
- 05. — Вчерашняя школьница
- 06. — Ночь на рождество
- 07. — Ты скажешь мне
- 08. — Забытый юг
- 09. — Путешествие к синей реке
- 10. — Город снов (ремейк)

### Gorod Solnca - Город Солнца (1997)
- 01. — Город Солнца
- 02. — С нами свет
- 03. — Радуга
- 04. — Целое лето я буду с тобой
- 05. — По капле дождя
- 06. — Ветер любви
- 07. — Мой милый ангел
- 08. — Укради мой сон
- 09. — Тебя здесь ждут
- 10. — Небеса

### 31. Julja - 31 июня (2004)
- 01. — Мальчик мой (pomalá verze)
- 02. — Дави на газ (remake 2004)
- 03. — Одна (remake 2004)
- 04. — Пусть длится ночь (remake 2004)
- 05. — Это — сон (remake 2004)
- 06. — Спроси меня (remake 2004)
- 07. — Белый танец (remake 2004)
- 08. — Горячий ветер (remake 2004)
- 09. — Целое лето (Arrival remix 2004)
- 10. — Мальчик мой (Eurotrance remix 2004)
- 11. — Пусть длится ночь (Arrival remix 2004)
- 12. — Пусть длится ночь (Club mix od Arrival)
- 13. — Пусть длится ночь (Drive guitar studio remix)

### Vesna - Весна (2005)
- 01. — Весна
- 02. — За тобой
- 03. — Мальчик мой (2004)
- 04. — Аллилуйя
- 05. — Кто я
- 06. — Лебедь белая
- 07. — Я еду
- 08. — Кто я (Remix)
- 09. — Гуси-лебеди
- 10. — Одна (Remake 2004)
- 11. — Мальчик мой (Eurotrance Remix 2004)
- 12. — Мальчик мой 2004 (pomalá verze)